# Niederländische Badmintonmeisterschaft 2002
Die Niederländische Badmintonmeisterschaft 2002 fand vom 1. bis zum 3. Februar 2002 im Nationaal Badminton Centrum in Nieuwegein statt.

## Medaillengewinner
| Disziplin    | Gold                               | Silber                           | Bronze                           |
| ------------ | ---------------------------------- | -------------------------------- | -------------------------------- |
| Herreneinzel | Dicky Palyama                      | Gerben Bruijstens                | Dennis Lens                      |
| Herreneinzel | Dicky Palyama                      | Gerben Bruijstens                | Tjitte Weistra                   |
| Dameneinzel  | Yao Jie                            | Brenda Beenhakker                | Mia Audina                       |
| Dameneinzel  | Yao Jie                            | Brenda Beenhakker                | Judith Meulendijks               |
| Herrendoppel | Tijs Creemers Quinten van Dalm     | Remco Muyris Jürgen Wouters      | Gijs van Heijster Youri Lapre    |
| Herrendoppel | Tijs Creemers Quinten van Dalm     | Remco Muyris Jürgen Wouters      | Dennis Lens Rolf Monteiro        |
| Damendoppel  | Carolien Glebbeek Martine Glebbeek | Claudia Saleming Rachel Geertsen | Ilse Bakker Bianca Wientjes      |
| Damendoppel  | Carolien Glebbeek Martine Glebbeek | Claudia Saleming Rachel Geertsen | Betty Krab Eva Krab              |
| Mixed        | Chris Bruil Lotte Jonathans        | Tijs Creemers Lonneke Janssen    | Norbert van Barneveld Betty Krab |
| Mixed        | Chris Bruil Lotte Jonathans        | Tijs Creemers Lonneke Janssen    | Jürgen Wouters Martine Glebbeek  |